# Coalhurst
Coalhurst est une ville (town) du Comté de Lethbridge, située dans la province canadienne d'Alberta.

## Démographie
En tant que localité désignée dans le recensement de 2011, Coalhurst a une population de 1 963 habitants dans 715 de ses 785 logements, soit une variation de 28.9% avec la population de 2006. Avec une superficie de 2,393 1 km2, la ville possède une densité de population de 820,275 0 hab/km2 en 2011.
Concernant le recensement de 2006, Coalhurst abritait 1 523 habitants dans 537 de ses 542 logements. Avec une superficie de 1,639 7 km2, la ville possédait une densité de population de 928,8 hab/km2 en 2006.
| 2001  | 2006  | 2011  | 2016  |
| ----- | ----- | ----- | ----- |
| 1 476 | 1 523 | 1 978 | 2 668 |